# Брюгген (Німеччина)
Брюгген (нім. Brüggen) — громада в Німеччині, знаходиться в землі Північний Рейн-Вестфалія. Підпорядковується адміністративному округу Дюссельдорф. Входить до складу району Фірзен.
Площа — 61,25 км2. Населення становить 15 934 ос. (станом на 31 грудня 2020).

## Географії

### Адміністративний поділ
Громада  складається з 3 районів:
- Брюгген
- Борн
- Брахт